# Поліська сільська рада (Березнівський район)
Полі́ська сільська́ ра́да — колишній орган місцевого самоврядування в Березнівському районі Рівненської області. Адміністративний центр — село Поліське.

## Загальні відомості
- Поліська сільська рада утворена в 1944 році.
- Територія ради: 67,873 км²
- Населення ради: 1 855 осіб (станом на 2001 рік)
- Територією ради протікає річка Сергіївка.

## Населені пункти
Сільській раді підпорядковані населені пункти:
- с. Поліське
- с. Озірці

## Склад ради
Рада складається з 16 депутатів та голови.
- Голова ради: Цапук Володимир Васильович
- Секретар ради: Романова Лариса Петрівна

### Керівний склад попередніх скликань
| ПІБ                        | Основні відомості                                                 | Дата обрання | Дата звільнення |
| -------------------------- | ----------------------------------------------------------------- | ------------ | --------------- |
| Цапук Володимир Васильович | Сільський голова, 1960 року народження, безпартійний              | 26.03.2006   | 31.10.2010      |
| Цапук Володимир Васильович | Сільський голова, 1961 року народження, освіта вища, безпартійний | 31.10.2010   |                 |

Примітка: таблиця складена за даними сайту Верховної Ради України